# ماريا مارتوس
ماريا مارتوس أريجوي أونيل (مانيلا،الفلبين ، 1888- مدريد، 11 يونيو 1981) كانت ناشطة نسوية، ومؤسسة مشاركة نادي ليسيوم ومقيمة في ريزيدنسيا دي سينوريتاس، وكانت تعرف ايضا باسم ماريا بايزا، وأخذت لقب زوجها السفير ريكاردو بايزا

## سيرة
كانت مارتوس نسوية ركزت نضالها على تحقيق تعليم لائق للنساء.
كانت عضوا في مجلس إدارة الجمعية الوطنية للمرأة الإسبانية. 
استضافت التجمعات الأدبية وكانت صديقة مقربة لعائلة باروجا. صديقة مقربة إيلينا سوريانو ، كانت مولعة جداً بتنظيم التجمعات الأدبية، والتي كانت تحضرها عائلة باروجا، من بين آخرين. وعلى الرغم من حبها للكتابة، إلا أنها لم تنشر أي عمل قط، على الرغم من تعاونها مع زوجها،  ريكاردو بايزا، وهو محرر ودبلوماسي.
كانت من المعجبين بمؤسسة التعليم المجانية،  وكانت أحد مؤسسي نادي ليسيوم فيمنينو ، وكانت جزءا من مجلس إدارة الجمعية الأول كأمينة مكتبة.
في نهاية عام 1929، ولدت جمعية جديدة في مدريد،  بالاشتراك مع الرابطة الدولية للسلام و الحرية WILPF: رابطة النساء الإسبانيات من أجل السلام ، والتى شكلت في البداية من قبل لجنة مكونة من اثنتى عشر امرأة بما في ذلك ماريا مارتوس و كلارا كامبوامور وماتيلد هويتي، من بين نشاطات اخريات في ذلك الوقت.
بعد الحرب الأهلية ذهبت إلى المنفى في الأرجنتين على الرغم من أنها سرعان ما عادت إلى إسبانيا 1947، وهي العودة التى لم يكن لها أي تأثير عام وخاصة لانه على الرغم من نشاطه لصالح الثقافه،  وتحديدا الأدب، فإن حقيقة أنها لم تنشر أي عمل قللت من مزايا نشاطها.
شاركت ماريا في تنظيم احتجاجات و مسيرات نسوية ضخمة، مثل تلم التي تقام في 8 مارس من كل عام ( اليوم العالمي للمرأة )، خاصة في المدن 
الكبري مثل مدريد و برشلونة ، وكانت من الاصوات البارزة التي تطالب بإلغاء الفجوة في الرواتب بين الجنسيين، وتعزيز قانون الحماية من العنف القائم على النوع .
تختلف ماريا مارتوس عن بعض الأصوات النسوية التقليدية في أنها تدمج القضايا البيئية و الاجتماعية ضمن الخطاب النسوي، وتنتقد النظام النيوليبرالي بوصفه
مسؤولا عن تهميش النساء و الفئات الضعيفة .
ظهرت مقابلات معها في بعض وسائل الإعلام المستقلة الإسبانية مثل El Salto Diario ، حيث ناقشت أهمية التعليم النسوي في المدارس، وأثر الإعلام
في تشكيل الوعي لدي الاطفال.